# Holoarctia marinae
Holoarctia marinae là một loài bướm đêm thuộc phân họ Arctiinae, họ Erebidae.